# Gagliano Castelferrato

Ubicació de Gagliano Castelferrato dins la província

Gagliano Castelferrato  (sicilià Gagghianu) és un municipi italià, dins de la província d'Enna. L'any 2008 tenia 3.774 habitants. Limita amb els municipis d'Agira, Cerami, Nicosia, Nissoria, Regalbuto i Troina.

## Història
En 1300, durant la Guerra de Sicília hi tingué lloc la batalla de Gagliano, en la que les tropes catalanes de Guillem Galceran de Cartellà i Blasco d'Alagó el vell derrotaren les angevines de Gualter V de Brienne

## Administració
| Període | Identitat        | Partit        |
| ------- | ---------------- | ------------- |
| 2008-   | Salvatore Prinzi | Llista cívica |

## Galeria d'imatges

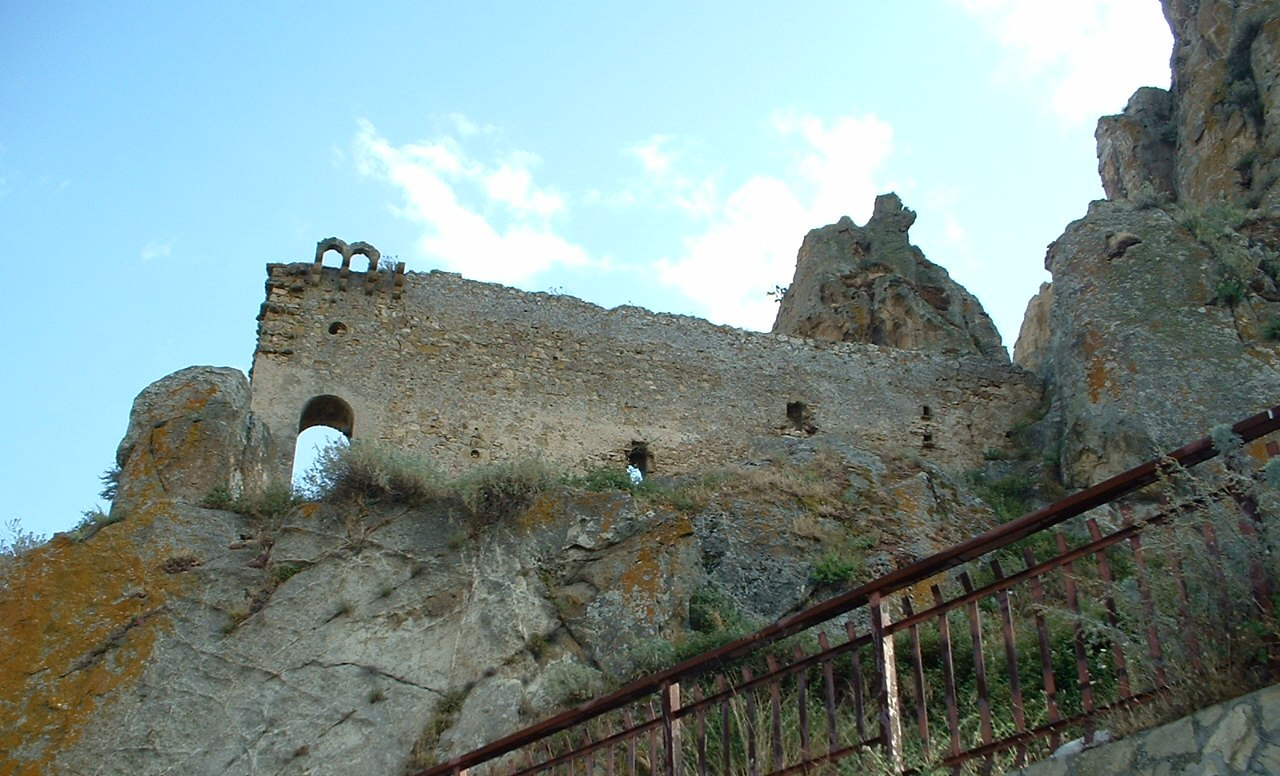
restesdel castell di Gagliano.
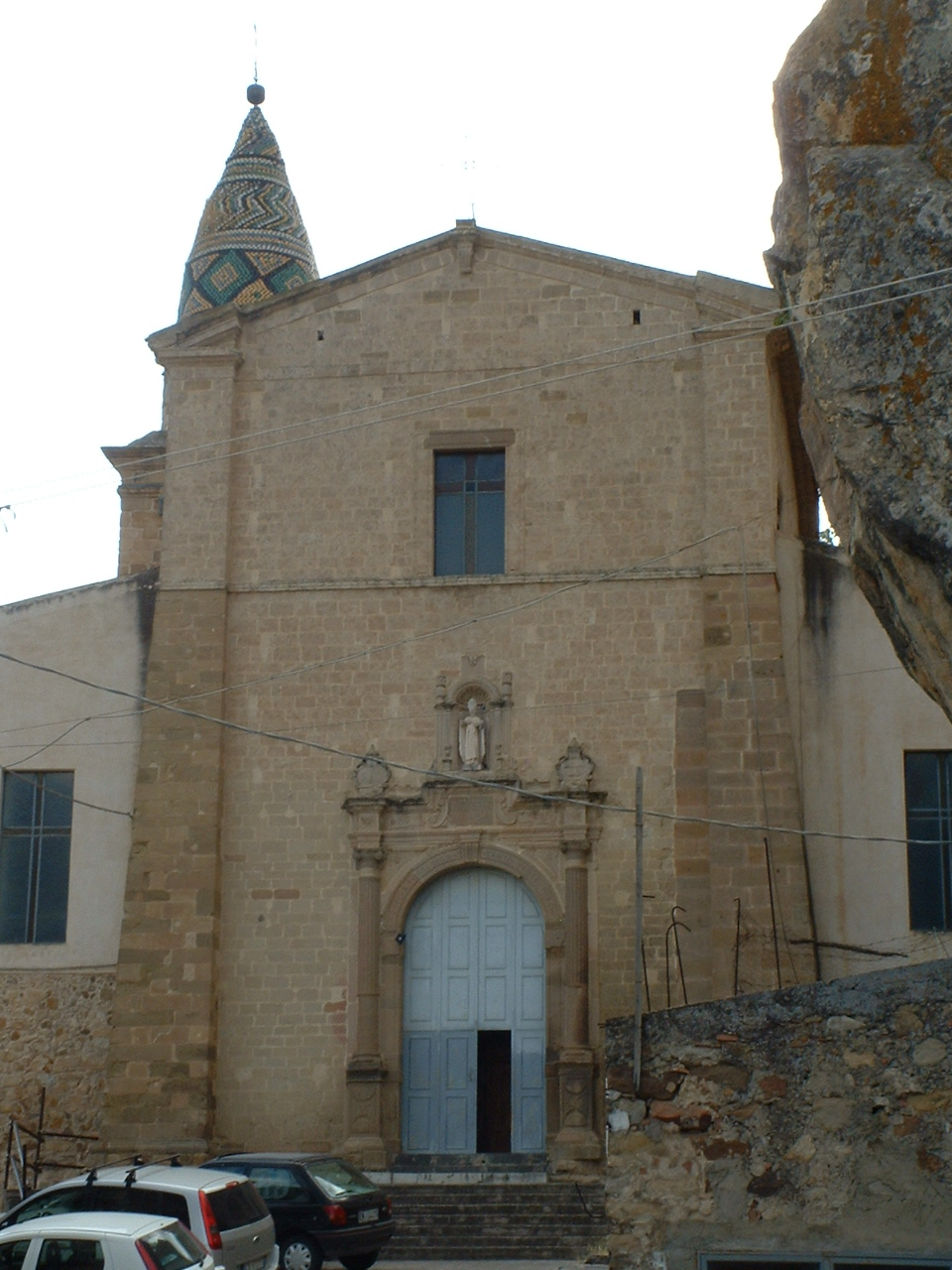
Església de San Cataldo